# Babel - Uma História Arcana
Babel - Uma História Arcana (em inglês: Babel: Or the Necessity of Violence: An Arcane History of the Oxford Translators' Revolution) é um romance de ficção especulativa escrito por R. F. Kuang em 2022.
O livro debutou em primeiro lugar na Lista dos Mais Vendidos do The New York Times, ganhou o Prêmio Blackwell's de Livros de Ficção do Ano e o Prêmio Nebula de Melhor Romance em 2022. Assim como A Guerra da Papoula, a primeira série escrita por Kuang, o livro critica a cumplicidade da academia em permitir e perpetuar o imperialismo britânico e o capitalismo.
Babel se passa em uma realidade alternativa na Inglaterra em 1830, onde a supremacia econômica e colonial da Grã-Bretanha no mundo é impulsionada pelo uso de barras de prata mágicas. O poder vem de capturar o que é "perdido na tradução" entre palavras em idiomas diferentes que tem significados similares, mas não idênticos. Barras de prata gravadas com tais "pares-correspondentes" podem aumentar produções agrícolas e industriais, melhorar a precisão de balas, curar ferimentos, etc. Para produzir e aproveitar esse poder a Universidade de Oxford criou o Real Instituto de Tradução, apelidado "Babel", onde acadêmicos trabalham para descobrir novos pares-correspondentes. O enredo é sobre quatro estudantes novatos no Instituto, sua crescente  consciência de que seus esforços acadêmicos preservam a supremacia imperialista da Grã-Bretanha, seu debate em como impedir a Guerra do Ópio, e o uso da violência.

## Enredo
Um órfão de Cantão é adotado por Richard Lovell, um professor de Babel, e passa a usar o nome inglês Robin Swift. O menino recebe lições em Latim, Grego e Mandarim em preparação para sua admissão em Babel. Logo se torna aparente que Lovell é o pai biológico de Robin, mas nenhum dos dois esta disposto a falar sobre isso. Um dia Robin constrange Lovell por estar atrasado para uma de suas lições e é brutalmente espancado e ameaçado de ser mandado de volta para Cantão para viver na pobreza. No entanto, Robin se destaca em seus estudos e após sete anos é aceito em Babel.
Robin logo faz amizade com outros membros de sua coorte do primeiro ano: Ramy de Calcutá, Victoire do Haiti, e Letty, a filha branca de um almirante britânico. Eles aprendem que a eficácia de traduzir línguas europeias para o inglês está diminuindo e que idiomas "exóticos" como Mandarim, Crioulo Haitiano e Árabe são consideradas o futuro da magia de tradução. Na sua primeira semana, Robin encontra Griffin, seu meio-irmão mais velho (outro filho meio-chinês do professor Lovell) que o recruta  para a Sociedade Hermes, uma organização clandestina que busca prejudicar a supremacia da Grã-Bretanha. Griffin explica para Robin como Babel explora idiomas de nações estrangeiras com o único objetivo de solidificar o domínio do Império britânico sobre elas. Robin segue os planos de Griffin, encobrindo roubos de barras de prata para ajudar a Sociedade Hermes, mas permanece confuso, dividido entre sua aversão aos excessos coloniais e à desigualdade, e a possibilidade de um futuro confortável como um tradutor do império. Essa tensão o leva a quebrar o contato com Griffin e  Sociedade Hermes no seu terceiro ano em Oxford.
Robin, Ramy, Victoire e Letty fazem uma viagem marítima para Cantão com o professor Lovell para servirem como tradutores no conflito se intensificando entre a Dinastia Qing e o Império britânico devido à recusa de Qing de permitir o livre comércio ou a entrada do ópio na China. Robin se recusa a participar em qualquer projeto britânico em Cantão após uma reunião com Lin Zexu, o oficial enviado para acabar com o comércio do ópio, ver uma casa de ópio pessoalmente, e testemunhar o desprezo dos ingleses pelos chineses. Quando Lin queima o estoque de ópio confiscado, os afiliados a Babel voltam para a Inglaterra. À bordo do navio, Lovell novamente confronta Robin com um discurso racista por causa de sua suposta cumplicidade com o governo Qing. Mas pela primeira vez Robin se recusa a recuar, e mata o professor usando uma barra de prata para explodir o seu peito. Ramy, Victoire e Letty ajudam Robin a se livrar do corpo e acobertar o crime.
Quando voltam para a Grã-Bretanha, eles descobrem pelas correspondências de Lovell que as negociações na China eram uma farsa; Lovell e os outros só estavam tentando criar um pretexto para a guerra, permitindo que a Inglaterra tomasse os estoques de prata chineses. Letty flagra Robin, Ramy e Victoire falando sobre a Sociedade Hermes, mas ela os apoia depois que explicam suas experiências com discriminação e a escala das atrocidades imperialistas britânicas. O grupo entra em contato com Hermes, e os membros optam por pressionar o Parlamento e criar oposição pública à guerra com a China por meio de uma campanha de panfletos. Griffin diz a Robin que acredita que a violência é a única forma de derrubar o Império, e o ensina a usar armas de fogo. Mas Letty os trai, e a polícia ataca a sede da Sociedade Hermes e mata Ramy.
Griffin tira Victoire e Robin da prisão, mas morre durante a fuga. O par decide que somente com a força tem uma esperança de vencer e decidem capturar Babel. Eles invadem a universidade e recrutam alguns estudantes e professores, mas expulsam o resto. Começam a remover as hastes de ressonância necessárias para que a magia funcione em toda a Grã-Bretanha, causando o caos no país, e anunciam suas intenções de continuar fazendo isso até que suas exigências por paz com a China sejam realizadas. Atraem apoiadores radicias e reformadores, que fortificam Oxford contra o exército britânico. Após semanas de sabotagem, que resultam na destruição da Ponte de Westminster, Letty pede que eles se rendam, dizendo que o exército vai invadir a torre ao amanhecer. Robin, que vem se desesperando desde Cantão, decide destruir a torre e tornar a prata inutilizável para encantamentos futuros. Victoire escapa e se esconde, já Robin e os acadêmicos que sobraram destroem a torre enquanto ainda estão dentro dela. Isso paralisa a Revolução Industrial da Prata e torna o futuro do Império Britânico incerto.

## Personagens
Robin Swift: O protagonista. A família de sua mãe era formada por mercadores, mas o vício em ópio de seu tio os levou à pobreza. Às vezes consegue se passar por branco. Robin se sente em conflito por seu desejo de ser aceito por Babel e seu pai, professor Lovell, e sua crescente compreensão de que o sistema que eles perpetuam é completamente imoral.
Ramiz Rafi Mirza (Ramy): Um estudante indiano muçulmano de Calcutá. Melhor amigo e colega de quarto de Robin.
Letitia Price (Letty): A filha de um ex-almirante britânico e colega de quarto de Victoire.
Victoire Desgraves: Uma estudante haitiana que cresceu na França e colega de quarto de Letty.
Professor Richard Lovell: Um professor de chinês e um imperialista dedicado. Frio e inflexível, ele foi pai de Griffin e Robin para criar estudantes chineses bilíngues para Babel.
Sra. Piper: A empregada gentil de Lovell e uma figura materna para Robin.
Griffin Harley: Meio-irmão de Robin por parte de pai e membro da Sociedade Hermes.  Tem personalidade e maneirismos similares aos de seu pai, Griffin é brutal e totalmente dedicado a derrubar o Império Britânico a qualquer custo.

## Recepção

### Avaliações
Babel debutou em Setembro de 2022 no topo da Lista dos Mais Vendidos do The New York Times para livros de ficção. Em geral, foi bem recebido ótimas críticas da Booklist e da Kirkus Reviews. Booklist chamou o romance de "envolvente" e "ricamente descritivo", enquanto a Kirkus disse que é "ambicioso e forte enquanto apresente um amor profundo pela linguagem e literatura". Kirkus também o chamou de "uma expansiva, compreensiva e, no entanto, uma crítica severa ao imperialismo ocidental e como indivíduos são forçados a aceitar o sistema e sobreviver ou lutar contra ele e enfrentar as consequências." Amal El-Mohtar escreveu para The New York Times Book Review: "Babel obtém seu poder por sustentar uma contradição, por tentar manter em sua cabeça tanto o amor quanto o ódio pela coisa encantadora que se sustenta lhe devorando."
Os críticos discutiram a tentativa de Kuang de complicar os entendimentos modernos da academia na década de 1830, incluindo a pesquisa e as notas de rodapé que ela colocou ao longo do romance. The Guardian disse: "Este é um livro acadêmico de uma acadêmica excelente", observando que "as páginas estão cheias de notas de rodapé; não as extravagantes mais usuais ... mas notas acadêmicas, intimidadoras e maçantes". A crítica observou que os personagens "são pretensiosos, mas também vulneráveis, e o equilíbrio é encantador". Da mesma forma, a Chicago Review of Books destacou como Babel "nos educa e nos incita a reformular - (re) traduzir - a narrativa dominante do que o Ocidente chama de sua civilização". Eles chamaram o romance de "brilhante tanto no conceito quanto na execução, ... um livro viciante com notas de rodapé, um suspense com um propósito maior, um Bildungsroman onde o que está em jogo importa". O Library Journal ecoou o sentimento, escrevendo sobre como Kuang "leva os leitores a questionar a ética tanto do império da academia".
Também houve críticas qualificadas e negativas. A revista Paste notou que Babel é "uma peça de época meticulosamente pesquisada, um grito primitivo de quem é tradicionalmente não ouvido." Porém, eles adicionaram que "sua determinação em se certificar de que sua mensagem (admitidamente importante) seja ouvida fez com que uma parte significante desse calhamaço de mais de 500 páginas seja didático e discursivo, ao invés de plenamente transformativo." Publishers Weekly criticou o romance negativamente dizendo que "Kuang decepciona com a didática, nada sútil opinião sobre "dark academia" e imperialismo." Eles explicaram que "a narrativa é constantemente interrompida por sermões no motivo de o imperialismo ser ruim, não confiando no leitor ou no próprio enredo o bastante para saber que essa mensagem será clara à medida que os acontecimentos se desenrolam. Kuang assume que a audiência discorda dela, e o resultado é o distanciamento de leitores que já estão conscientes dos males do racismo e imperialismo. Enquanto isso, os personagens frequentemente parecem ser duvidosamente motivados."

### Prêmios e honras
Amazon, Kirkus Reviews, NPR, e The Washington Post nomearam Babel: Uma história arcana um dos melhores livros de fantasia do ano. A Barnes & Noble o nomeou um dos dez melhores livros do ano, independentemente do gênero.
| Ano  | Prêmio                                 | Resultado | Ref.          |
| ---- | -------------------------------------- | --------- | ------------- |
| 2022 | Livros do Ano de Blackwell para Ficção | Ganhador  | [ 13 ]        |
| 2022 | Goodreads Choice Award de Fantasia     | candidato | [ 14 ]        |
| 2022 | Waterstones Livro do Ano               | lista     | [ 15 ] [ 16 ] |
| 2022 | Prêmio Nebula de Melhor Romance        | Ganhador  | [ 17 ]        |